# Selección femenina de voleibol de Trinidad y Tobago
La selección femenina de voleibol de Trinidad y Tobago es el equipo representativo del país en las competiciones oficiales de voleibol. Participa en los torneos organizados por la NORCECA, así como en los de la Federación Internacional de Voleibol.
En el 2017 clasificó al Mundial de Voleibol de Japón del 2018.